# Richard Davidson
Pour les articles homonymes, voir Davidson.
Richard J. Davidson, né le 12 décembre 1951, est un professeur de psychologie, enseignant à l'université du Wisconsin à Madison. Il est également le fondateur et président du Center for Investigating Healthy Minds, un laboratoire de recherche universitaire du Waisman Center.

## Jeunesse et études
Né à Brooklyn, Richard J. Davidson a fréquenté le lycée Midwood, à New York. Pendant ce temps, entre 1968 et 1971, il a travaillé pendant l'été comme chercheur assistant dans le laboratoire du sommeil du centre médical Maïmonide, situé près de chez lui. Il nettoyait les électrodes fixées sur le corps des patients effectuant une polysomnographie.
Il a obtenu un Bachelor of Arts en psychologie de l'université de New York en 1972,,. Il a ensuite choisi d’étudier à l'université Harvard pour travailler avec Daniel Goleman et Gary Schwartz et y a obtenu un Ph.D. en personnalité, psychopathologie, et psychophysiologie en 1976,. À Harvard, il était supervisé par David McClelland et a été influencé par Norman Geschwind et Walle Nauta.

## Carrière
En 1976, il est devenu enseignant à l'université d'État de New York à Purchase où il eut différents postes, dont un dans un bureau d'études au service de pédiatrie de l'hôpital Roosevelt de New York, ainsi que dans le laboratoire de neurosciences du NIH.
En 1984, il a rejoint la faculté de l'université du Wisconsin à Madison, où il travaille encore. Il est actuellement directeur du Laboratory for Affective Neuroscience au Waisman Laboratory for Brain Imaging and Behavior, et du Center for Investigating Healthy Minds, qu'il a fondé et qu'il préside depuis.
Il est un des membres fondateurs du Mind and Life Institute qui s'attache à explorer la relation de la science et du bouddhisme.
En août 2018, il rencontre le 17e karmapa Orgyen Trinley Dorje qui lui fait part de son opinion sur l'importance d'une coopération entre religieux et scientifiques pour convaincre les gens de l'urgence d'agir pour l'environnement et les problèmes sociaux.